# Мордкино
Мордкино — деревня в Весьегонском муниципальном округе Тверской области.

## География
Деревня находится в северо-восточной части Тверской области на расстоянии приблизительно 24 км на запад-северо-запад по прямой от районного центра города Весьегонск.

## История
Известна с 1628 года как пустошь. В 1713 году названа уже сельцом с тремя «помещиковыми» дворами из семьи Бурмистровых. Дворов было 6(1859), 37 (1889), 20 (1931), 32(1963), 20 (1993), 11(2008),. До 2019 года входила в состав Ёгонского сельского поселения до упразднения последнего.

## Население
Численность населения: 59 человек(1859), 199 (1889), 89 (1931), 96(1963), 32(1993),, 22 (русские 95 %) в 2002 году, 11 в 2010, 0 (2017).